# Jean-Claude Robert (homme politique)
Pour les articles homonymes, voir Jean-Claude Robert et Robert.
Jean-Claude Robert, né le 14 juin 1947 à Dijon, est un homme politique français.

## Détail des fonctions et des mandats
Mandat parlementaire
- 19 novembre 2000 - 18 juin 2002 : Député de la 5e circonscription de la Côte-d'Or